# Hornillos (Barranca)
Hornillos, también llamado La Central, es un caserío peruano ubicado en el distrito de Barranca, perteneciente a la provincia homónima del departamento de Lima, en la costa central del Perú. 

## Ubicación
Hornillos se ubica al este de la provincia de Barranca, en el distrito de Barranca, en el departamento de Lima.

## Demografía
En 2017 Hornillos tenía una población de 81 habitantes.